# Aire d'attraction de Beuzeville
L'aire d'attraction de Beuzeville est un zonage d'étude défini par l'Insee pour caractériser l’influence de la commune de Beuzeville sur les communes environnantes.

## Définition
L'aire d'attraction d'une ville est composée d’un pôle, défini à partir de critères de population et d’emploi ainsi que d’une couronne constituée des communes dont au moins 15 % des actifs travaillent dans le pôle. Le pôle d’attraction constitue ainsi un point de convergence des déplacements domicile-travail,.

## Type et composition
L’aire d'attraction de Beuzeville est une aire intra-départementale qui comporte 5 communes dans l'Eure. 
Elle est catégorisée dans les aires de moins de 50 000 habitants, une catégorie qui regroupe 12,2 % au niveau national.

### Carte

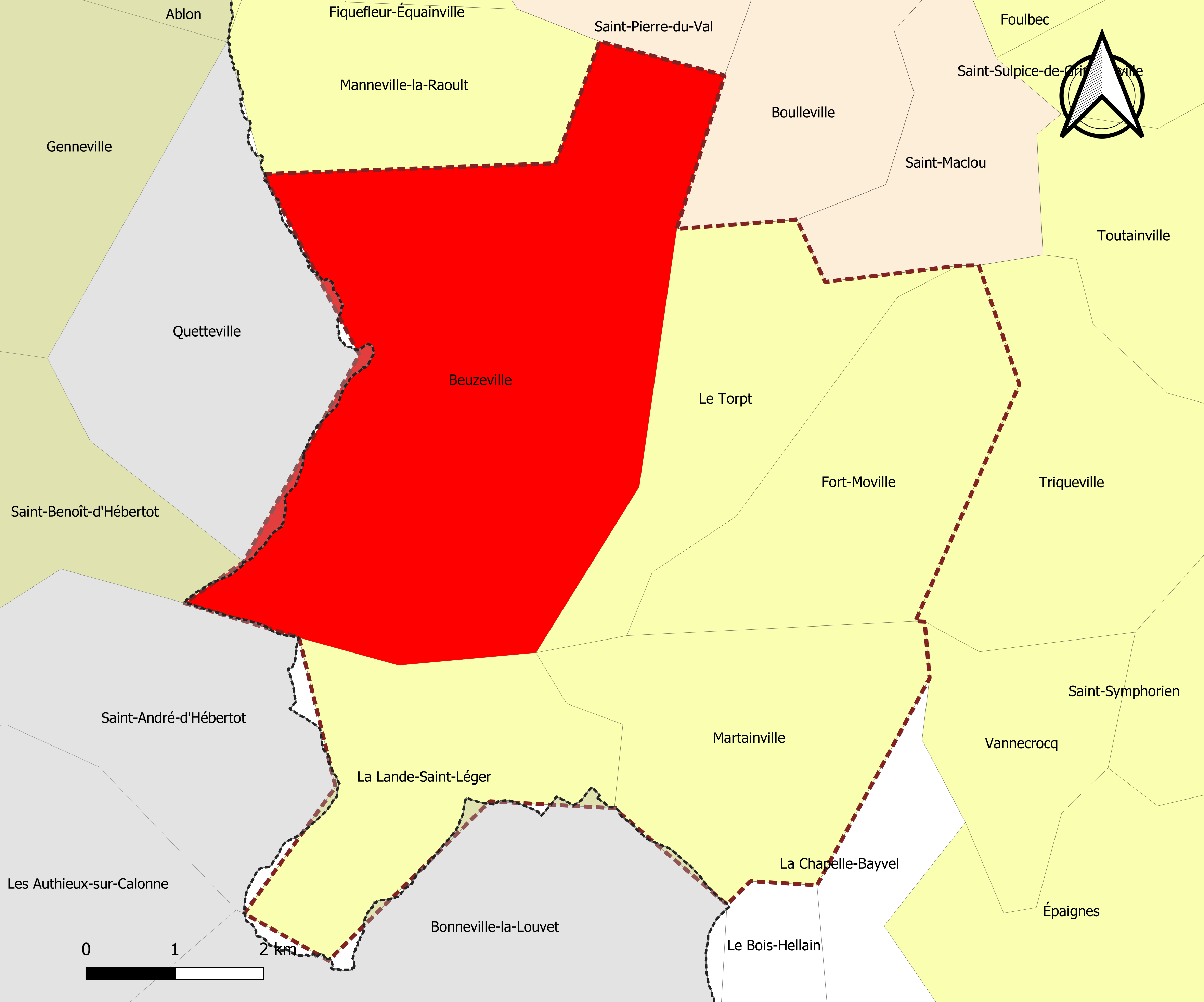
Carte de l'aire d'attraction de Beuzeville.
Commune-centre
Commune de la couronne

### Composition communale
| Nom                         | Code Insee | Département | Statut                 | Superficie (km2) | Population (dernière pop. légale) | Densité (hab./km2) | Modifier                                    |
| --------------------------- | ---------- | ----------- | ---------------------- | ---------------- | --------------------------------- | ------------------ | ------------------------------------------- |
| Beuzeville (commune-centre) | 27065      | Eure        | commune-centre         | 23,25            | 4 697 (2022)                      | 202                | modifier les données · modifier les données |
| Fort-Moville                | 27258      | Eure        | commune de la couronne | 9,32             | 510 (2022)                        | 55                 | modifier les données · modifier les données |
| La Lande-Saint-Léger        | 27361      | Eure        | commune de la couronne | 7,96             | 404 (2022)                        | 51                 | modifier les données · modifier les données |
| Martainville                | 27393      | Eure        | commune de la couronne | 9,09             | 497 (2022)                        | 55                 | modifier les données · modifier les données |
| Le Torpt                    | 27646      | Eure        | commune de la couronne | 6,59             | 460 (2022)                        | 70                 | modifier les données · modifier les données |